# 阿尔克莱湖水怪
阿尔克莱湖水怪，是一种生存于美国内布拉斯加州阿尔克莱湖的神秘生物。内布拉斯加州的阿尔克莱湖又称沃尔格伦湖（Walgren Lake），是位于布拉斯加州西南的沙丘地区的一个80至100英亩的水体。
阿尔克莱湖水怪通常被描述为鳄鱼状，体长约40英尺，皮肤呈灰棕色且粗糙，眼鼻之间有角状的突起物。
目击报告开始于1921年8月，书面记录则首先记载于1922年的报纸《Hay Springs News》。